# Panulirus echinatus
Panulirus echinatus, tôm hùm gai nâu, là một loài tôm hùm gai sinh sống ở các đá ngầm ở tây Đại Tây Dương và các đảo trung Đại Tây Dương nhiệt đới.